# آکاجی مارو
آکاجی مارو (انگلیسی: Akaji Maro؛ زادهٔ ۲۳ فوریهٔ ۱۹۴۳) هنرپیشه و کارگردان تئاتر اهل ژاپن است. از فیلم‌هایی که وی در آن نقش داشته است، می‌توان به گونشی کانبی، چشم‌گربه‌ای و تسیگوینروایزن اشاره کرد.